# Gynoplistia klamonoensis
Gynoplistia klamonoensis är en tvåvingeart som beskrevs av Alexander 1951. Gynoplistia klamonoensis ingår i släktet Gynoplistia och familjen småharkrankar. Inga underarter finns listade i Catalogue of Life.